# Léon Henri-Martin
 (mars 2019).
Léon Henri-Martin est un médecin et préhistorien français, né le 5 mars 1864 à Paris et mort le 9 juin 1936 au Peyrat (Blanzaguet-Saint-Cybard, Charente).

## Biographie
D'abord licencié en sciences naturelles, Léon Henri-Martin devient ensuite docteur en médecine avec une thèse publiée en 1901, intitulée Les artères coronaires du cœur des vertébrés.
Il s'intéresse à l'embryologie et à l'herpétologie avant de se consacrer à partir de 1904 à la Préhistoire. 
Il est l'un des membres fondateurs de la Société préhistorique française, dont il devient secrétaire en 1904, puis président en 1910, puis président d'honneur jusqu'à sa mort.
Engagé en tant que médecin volontaire durant la guerre de 1914-1918, il est ensuite honoré pour ses travaux sur les causes des complications des blessures thoraciques.

## Travaux
Léon Henri-Martin est l'inventeur en 1905 du site moustérien de La Quina (Gardes-le-Pontaroux, Charente), qu'il consacre de nombreuses années à fouiller. Il y met au jour en 1911 un squelette féminin néandertalien. Il installe au Peyrat – à proximité du gisement de La Quina, dans la commune voisine de Blanzaguet-Saint-Cybard – un laboratoire de préhistoire et d'anatomie comparée, rattaché par la suite à l'École pratique des hautes études. Il est l'auteur de travaux précurseurs en taphonomie et en archéologie expérimentale. Il est également un précurseur en archéozoologie.
À partir de 1927, il est également l'inventeur de l'ensemble de blocs gravés solutréens du Roc-de-Sers en Charente.
Il fit don de ses collections au musée d'Archéologie nationale, au muséum national d'histoire naturelle et au muséum de Toulouse.

## Postérité
Sa fille, Germaine Henri-Martin, a poursuivi l'œuvre de son père.

## Collection de Léon Henri-Martin

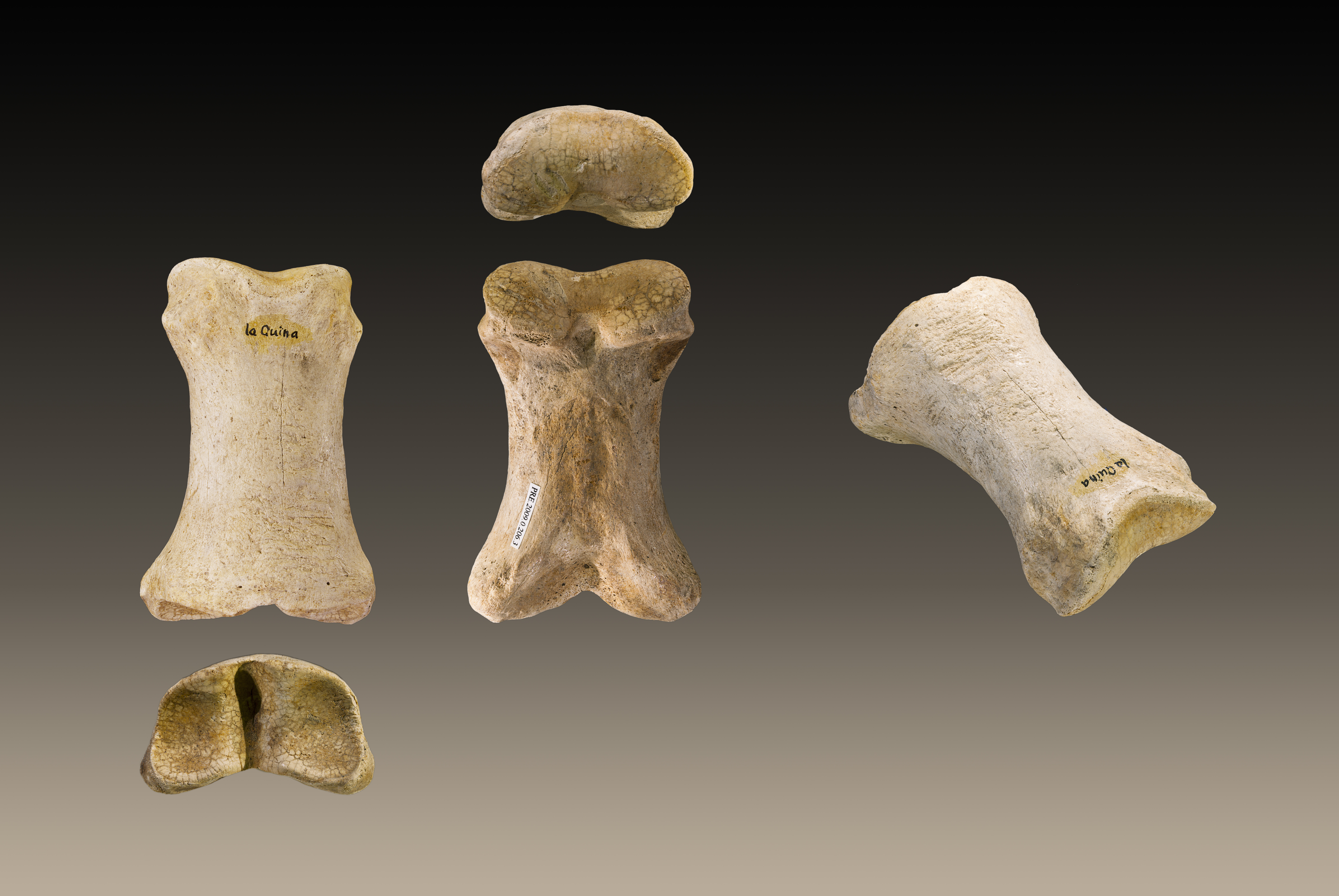
Retouchoir en os de La Quina sur phalange d'équidé (Muséum de Toulouse).
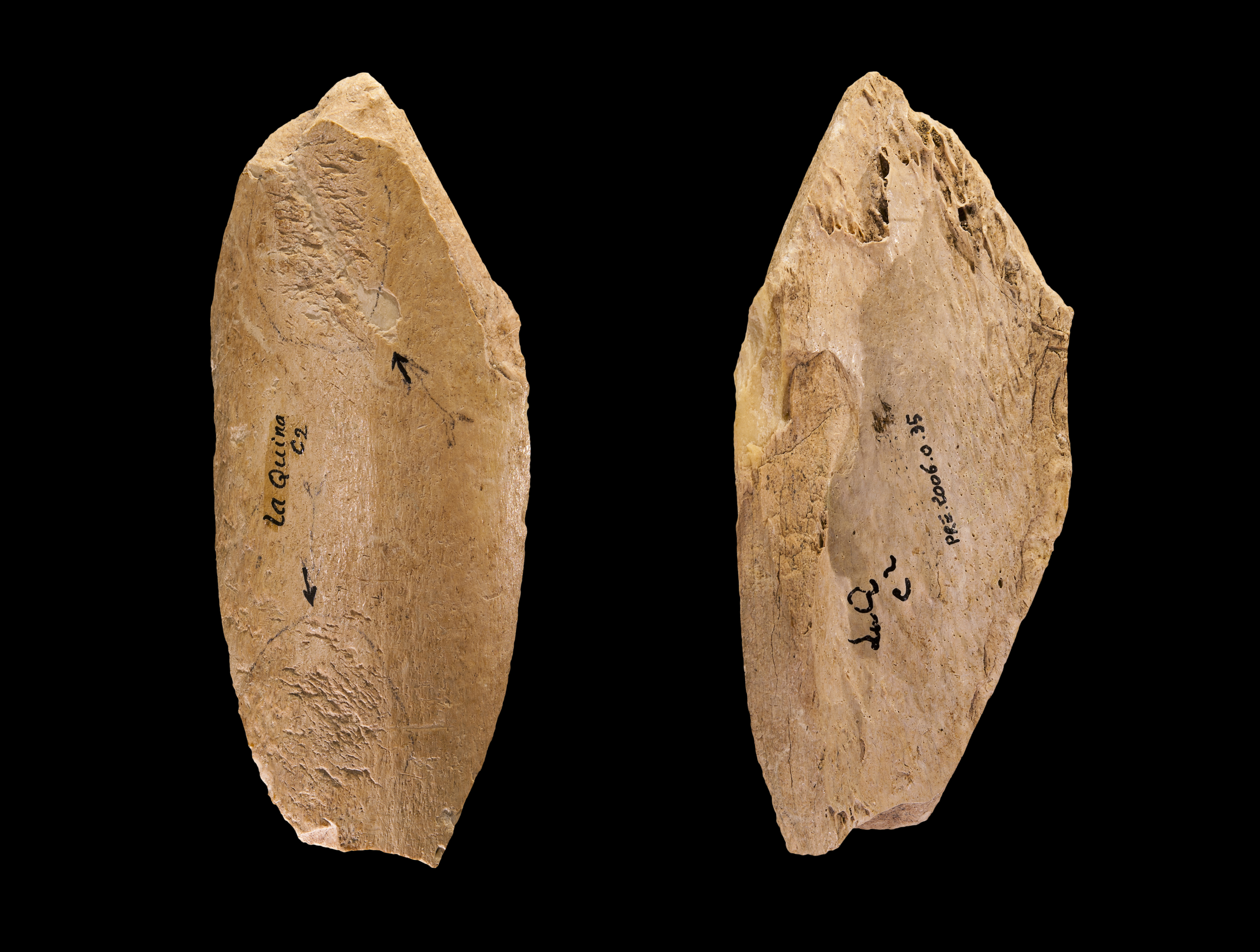
Retouchoir de La Quina à deux foyers de percussion, sur fragment de diaphyse (Muséum de Toulouse).
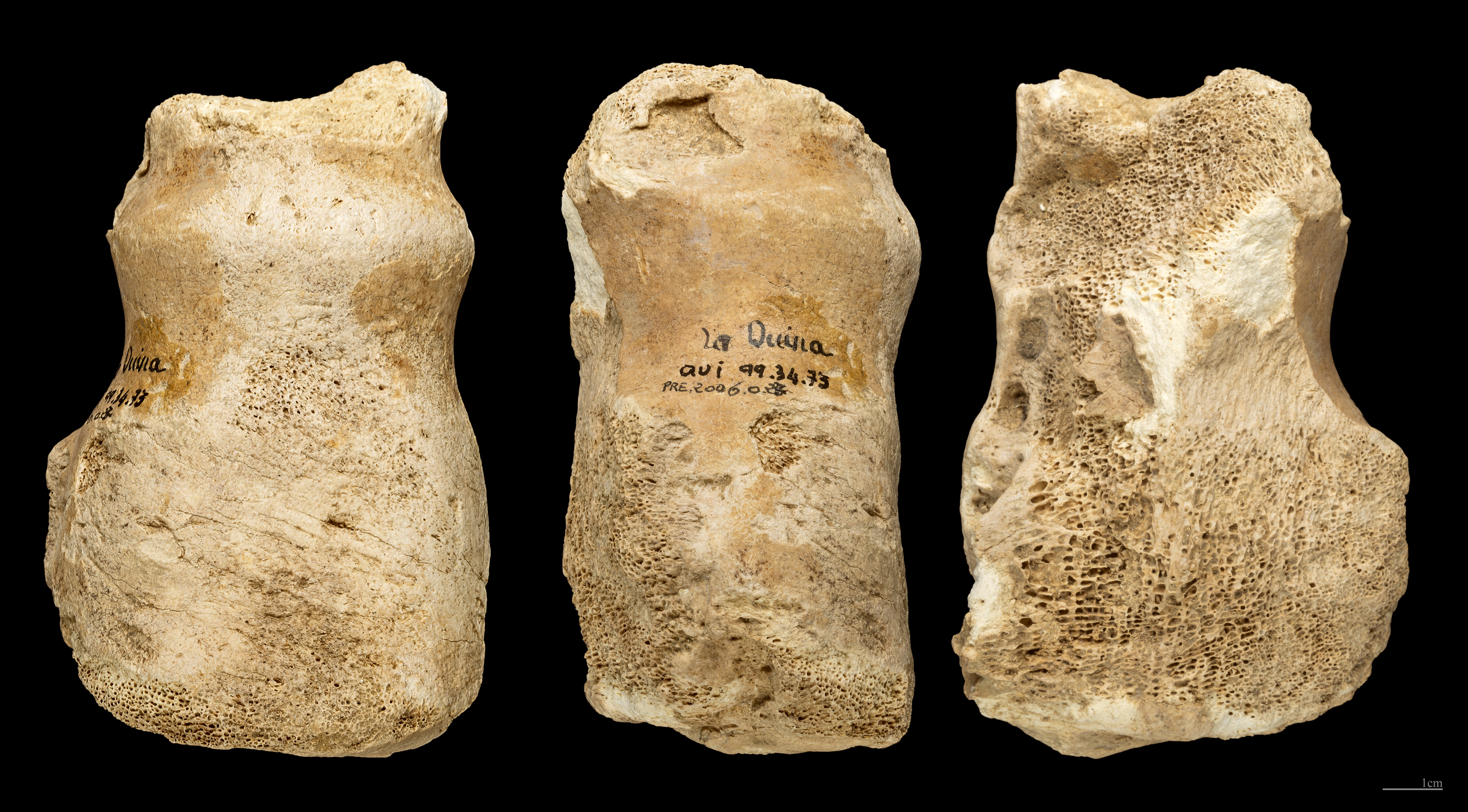
Retouchoir de La Quina sur extrémité distale d'humérus d'ongulé (Muséum de Toulouse).

## Publications
- Artères coronaires du cœur chez les vertébrés, Paris, G. Steinheil éditeur, 1901, 96 p.
- À propos des éolithes : La ligne sinueuse dans la taille du silex, Publication premier congrès de la Société Préhistorique de France - Session de Périgueux, Imprimerie Monnoyer, Le Mans, 1906, 7 p.
- « Industrie moustérienne perfectionnée - Station de La Quina (Charente) », Bulletin de la Société préhistorique française, 1906, vol. 3, no 6, p. 233-239.
- « Présentation d'ossements utilisés de l'époque moustérienne », Bulletin de la Société Préhistorique française, 1907, vol. 4, no 5, p. 269-277.
- Recherches sur l'évolution du Moustérien dans le gisement de la Quina (Charente), 3e fascicule : industrie osseuse, Paris, Schleicher frères, 1910, 315 p.
- « La percussion osseuse et les esquilles qui en dérivent. Expérimentation », Bulletin de la Société préhistorique française, 1910, vol. 7, no 5, p. 299 - 304.
- Discours prononcé le 15 septembre 1912 à la séance d'inauguration du 8e congrès préhistorique de France en tant que président du congrès - Session d'Angoulême -  Imprimerie Monnoyer, Le Mans, 1912, 8 p.
- À propos de la robusticité du maxillaire inférieur de l'homme, Publication orale séance du 24 avril 1913 - Bulletin de la Société préhistorique de France, Imprimerie Monnoyer, Le Mans, 8 p.
- L'homme fossile de la Quina, Archives de Morphologie générale et expérimentale - Paris, 1923
- Recherches sur l'évolution du Moustérien dans le gisement de la Quina (Charente), 1923 , t.  2-4.
- La frise sculptée et l'atelier solutréen du Roc, Bulletin et mémoires de la Société archéologique et historique de la Charente, 1930, 8e série, tome XX
- La station aurignacienne de La Quina (Charente), Bulletin de la Société archéologique et historique de la Charente, 1930, tome XX, 77 p., [31) f. de pl. [lire en ligne]
- La sculpture sur pierre dans la vallée charentaise du Roc, publication orale le 12 mars 1931 à l'Association lorraine d'études anthropologiques, 7 p.
- L'influence orientale dans l'art quaternaire, publication orale 8 mars 1933 à l'École supérieure des postes et des télégraphes pour le compte de l'Association française pour l'avancement des sciences, 6 p.
- Nouvelles constatations faites dans la station aurignacienne de la Quina (Charente) - Bulletin de la Société préhistorique Française no 3 - 1936 -  Imprimerie Monnoyer, Le Mans, 32 p.